# Pomy (Švýcarsko)
Pomy je obec v západní (frankofonní) části Švýcarska, v kantonu Vaud, v okrese Jura-Nord vaudois. Žije zde 781 obyvatel.

## Geografie
Pomy leží v nadmořské výšce 558 m, vzdušnou čarou 3 km jihovýchodně od okresního města Yverdon-les-Bains. Vesnice se rozkládá na náhorní plošině jižně od masivu Montéla v molasových kopcích v severní části kantonu Vaud.
Území obce o rozloze 5,6 km² pokrývá část pahorkatiny mezi rovinou řek Orbe a Broye. Centrální část území zabírá široká náhorní plošina, která se svažuje na severovýchod k údolí Cuarny a na jihozápad k údolí Niauque. Tento potok, přítok Buronu, tvoří jihozápadní hranici. Na jihu se území obce rozkládá na hřebeni Montéla a dosahuje nejvyššího bodu Pomy v nadmořské výšce 642 m n. m. na výšině Haut de Baume. V roce 1997 tvořila 7 % rozlohy obce zastavěná plocha, 16 % lesy a lesní porosty a 77 % zemědělství.
K Pomy patří vesnice Chevressy (579 m n. m.) na jihozápadním svahu Montély vysoko nad Yverdonem, obytná čtvrť Calamin (500 m n. m.) na okraji Yverdonu a několik jednotlivých farem. Sousedními obcemi jsou Cuarny, Cronay, Ursins, Valeyres-sous-Ursins a Yverdon-les-Bains.

## Historie
První zmínka o obci pochází z roku 1184 a nese jméno Pomierus. Později se objevily názvy Pomiers (1211), Pomer (1237) a Pomier (1453). Název místa je odvozen od latinského slova pomarium (sad) a odkazuje zejména na jabloně (francouzsky pommier).
Pomy bylo od středověku součástí panství Belmont. Pozemková práva na území obce mělo také opatství Montheron. Po dobytí Vaudu Bernem v roce 1536 přešlo Pomy pod správu panství Yverdon. Po pádu Staré konfederace patřilo Pomy v letech 1798–1803 v období Helvétské republiky ke kantonu Léman, který byl poté po vstupu v platnost Ústavy o zprostředkování sloučen s kantonem Vaud. V roce 1798 byla obec přiřazena k okresu Yverdon. Statek La Grand-Fin byl v roce 1964 v rámci vypořádání hranic postoupen obci Cuarny.
Do konce roku 1996 byla obec součástí okresu Yverdon, od roku 1997 se stala částí nového okresu Jura-Nord vaudois.

## Obyvatelstvo
| Rok            | 1850 | 1880 | 1900 | 1910 | 1930 | 1950 | 1960 | 1970 | 1980 | 1990 | 2000 |
| Počet obyvatel | 391  | 480  | 497  | 502  | 441  | 443  | 418  | 421  | 400  | 488  | 583  |

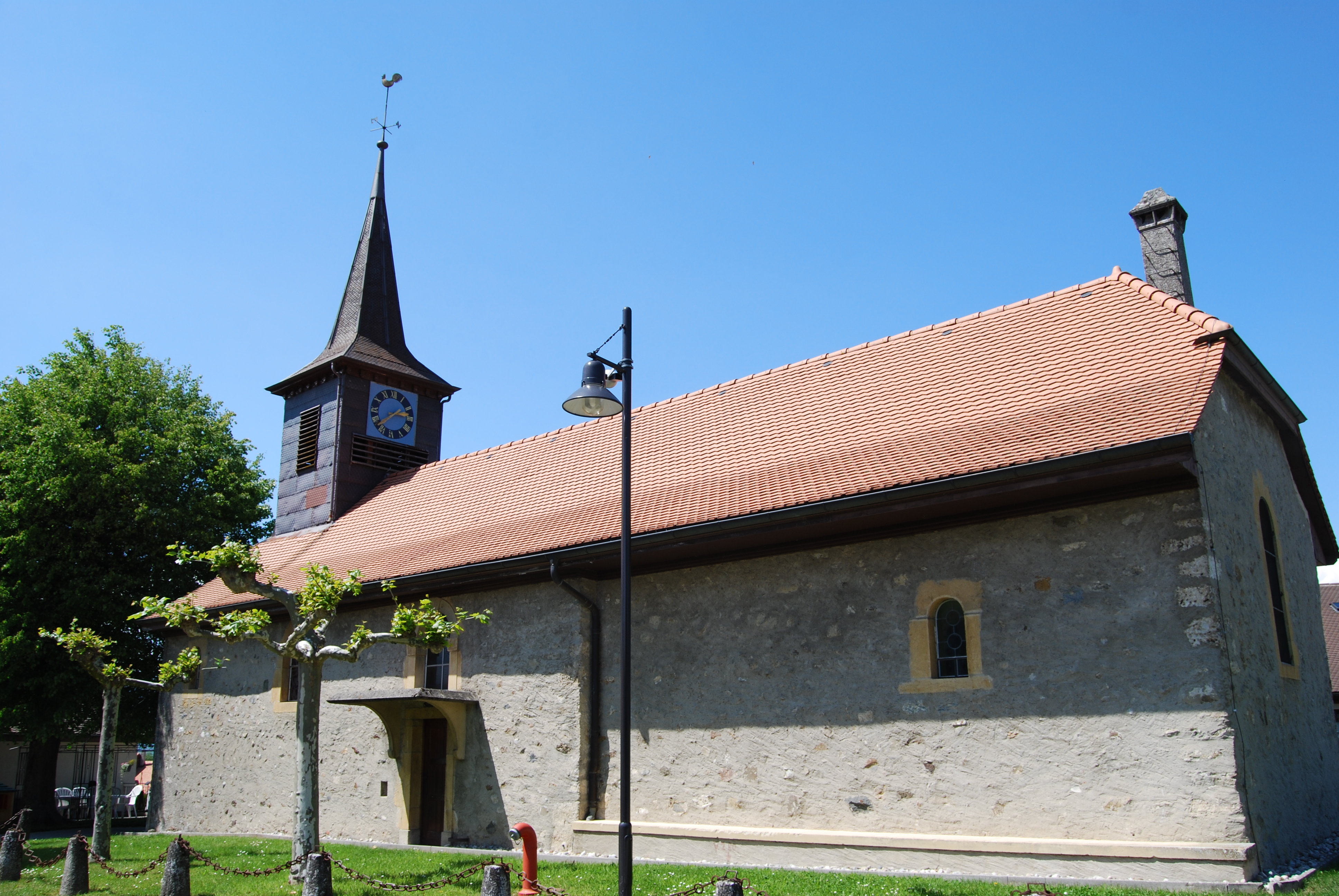
Kostel

V roce 2000 hovořilo 95,4 % obyvatel obce francouzsky. Ke švýcarské reformované církvi se ve stejném roce hlásilo 63,5 % obyvatel, k církvi římskokatolické 21,4 % obyvatel.

## Hospodářství
Až do druhé poloviny 20. století bylo Pomy převážně zemědělskou obcí. Zemědělství, ovocnářství a chov dobytka mají i dnes velký význam ve struktuře zaměstnanosti obyvatelstva. Další pracovní místa jsou k dispozici v místních malých podnicích a ve službách. Od roku 1985 v Pomy funguje středisko odborného vzdělávání pro zdravotně postižené. V posledních desetiletích se Pomy rozvíjí jako rezidenční obec. Mnoho pracujících proto dojíždí za prací převážně do Yverdonu.

## Doprava
Obec má dobré dopravní spojení. Leží na hlavní silnici z Yverdonu do Moudonu, která vede okolo Pomy obchvatem. Dálniční křižovatka Yverdon-Sud na dálnici A1 (Lausanne–Yverdon), která byla otevřena v roce 1981, se nachází asi 3 km od centra obce. Dnes obcí prochází 3 km dlouhý Tunnel de Pomy dálnice A1 (úsek Yverdon–Payerne), který byl otevřen v roce 2001. Pomy je napojeno na síť veřejné dopravy prostřednictvím linky Postbusu, která jezdí z Yverdonu do Thierrens.